# Péninsule de Buri
La péninsule de Buri est une péninsule du district de Ghelalo, sur la mer Rouge, en Érythrée
À son ouest se trouve le golfe de Zula.
Le site archéologique d'Adulis se trouve à proximité.